# أكاديمية محمد بن نايف للأمن الدبلوماسي

شعار الأمن الدبلوماسي السعودي.

أكاديمية الأمير محمد بن نايف للأمن الدبلوماسي، نشأت كأول أكاديمية سعودية مختصة في الأمن الدبلوماسي وحماية السفراء والقنصليات الأجنبية الموجودة في العاصمة الرياض، وتقع في مدينة الرياض على طريق الخرج ، وقبل إنشاء الأكاديمية كانت تتولى حراسة وأمن هذه القنصليات شعبة الأمن الجنائي وشعبة أمن السفارات التابعة لوزارة الداخلية [بحاجة لمصدر].

## مجالات التدريب في الأكاديمية

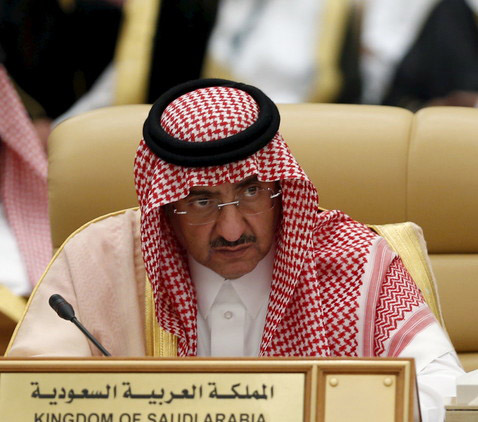
الأمير محمد بن نايف بن عبد العزيز آل سعود

تقوم الأكاديمية بتدريب وتأهيل طلابها على العديد من التدريبات العسكرية والتي تمكن المتدرب من التأهل لحماية شخص مسؤول وذو مكانه سياسية كبيرة، أو حماية سفير أو مبنى وزارة الخارجية وامتلاك مهارات عالية في الأمن والحماية، ومن ذلك تدريبات الأحراش وجبل الأمن 4، مدى الإتقان والمهارة التي يمتلكها الطلاب في التدريبات النوعية التي تناسب تخصصهم الوظيفي، وسعدت بافتتاح ميدان الرماية رقم 2 التكتيكي، المؤمل أن يسهم في رفع مستوى التدريبات التي يتلقاها الطلاب في مجال تطبيقات الرماية المختلفة.
ويقوم المتدربون الخريجون باستعراض مهاراتهم بالنزول بالحبال واقتحام المباني من نوافذ وصد الهجوم المسلح على الحي التشبيهي، بالإضافة إلى مهارات أمن وحماية الشخصيات، والمباني الدبلوماسية، والمنشآت الحيوية داخل الحي، وتفتيش الداخلين والزائرين للحي، وتنظيم عمل الدوريات.
وتمرين «طوفان 6» وهو عبارة عن اعتراض جريمة بحرية، بمشاركة الدورة الدولية
وطيران الأمن. وبعد انتهاء التمرين، دشن سمو الأمير محمد بن نايف بن عبد العزيز المرحلة الأولى لمشروع أكاديمية محمد بن نايف للعلوم والدراسات الأمنية البحرية.
بعد ذلك شاهد سمو ولي العهد والحضور عرضًا مرئياً بعنوان " نحو التكامل بتقنية ذكية ".

## شروط الالتحاق بالأكاديمية
• أن يكون المتقدم سعودي الأصل والمنشأ ويستثنى من ذلك من نشأ مع والده في وظيفة حكومية خارج المملكة.
• أن يكون حاصلاً على الشهادة الثانوية (لجميع أقسامها أو ما يعادلها) ولاتزيد مدة تخرجه عن (5) سنوات.
• أن يكون حاصل على إختبار القياس الوطني.
• أن لا يقل عمره عن (17) عاماً ولا يزيد عن (30) عاماً.
• أن لا يقل طول المتقدم عن (175) سم وأن يتناسب الطول مع الوزن حسب اللائحة الطبية.
• أن يكون حسن السيرة والسلوك وغير محكوم عليه بالإدانة في جريمة مخلة بالشرف والأمانة.
• أن لا يكون متزوج بغير سعودية.
• أن لا يكون موظف في أي جهة حكومية أو سبق له العمل على نظام الخدمة العسكرية.
• اجتياز الفحص الطبي.

## مدة الدورة الدبلوماسية
يتم إعداد دورة الأمن الدبلوماسي لجميع الملتحقين بالقطاع في مختلف مناطق المملكة العربية السعودية؛ كي يتم إعداد وتدريب الملتحقين بالقطاع بشكل علمي وعملي أيضاً، حيث تبلغ مدة دورة الأمن الدبلوماسي ما بين 6 أشهر إلى عام كامل، وعدد الملتحقين بالدفعة الواحدة يبلغ 300 فرد.

## تخريج الطلاب
يرعى الحفل وزير الداخلية نيابة عن خادم الحرمين الشريفين ملك البلاد، ويقوم بتخريج الدفعات كل عام، ويقوم بتكريم المتخرجين من الدورات التدريبية كل عام.